# Ideoroncus setosus
Ideoroncus setosus är en spindeldjursart som beskrevs av Volker Mahnert 1984. Ideoroncus setosus ingår i släktet Ideoroncus och familjen Ideoroncidae. Inga underarter finns listade i Catalogue of Life.